# 야마나시시
야마나시시(일본어: 山梨市)는 일본 야마나시현 동부에 있는 시이다. 고슈(甲州) 와인의 산지로 알려져 있다. 무소 소세키가 건립한 청백사(국보), 다케다 신겐의 현내 최고 온천인 이사와 온천 등이 있다.

## 지리
마키오카정, 미토미촌과 합병하기 이전의 옛 야마나시시 지역은 현 중앙부 고후분지 북동쪽의 분지 위에 위치하였다. 북서쪽과 남서쪽은 산지를 이루며, 남부는 평지로 이루어지고 후에후키강과 시게카와강, 닛카와강 등이 남북으로 관통하여 흐르며, 복합 선상지를 형성하고 있다. 기후는 연교차가 심하다.

## 역사
현내 산간 지역을 중심으로 후기 구석기 시대 유적이 분포하며, 시내에서는 1961년에 아니카와강 바닥에서 나우만조우의 화석이 출토되었다. 이것은 3만 년에서 10만 년 전으로 추정되는 어금니 등의 화석으로, 인류사와 관련하여 주목받고 있다.
일반적으로 고후분지 아랫 부분의 선상지는 하천의 범람원에 속하기 때문에 조몬 시대 유적은 적지만, 남쪽을 흐르는 후에후키강이나 그 지류 유역은 다른 지역에 비해 비교적 안정적인 지형을 유지하였기 때문에 조몬 시대 유적이 넓게 분포하고 있다. 후기 구석기 시대에서 조몬 시대 초기는 야쓰카타케 산간 지역을 중심으로 유적이 분포하고 있다.
1954년 7월 1일에 히가시야마나시군 구사카베정, 가노이와정, 야마나시촌, 야와타촌, 이와테촌, 우시로야시키촌, 닛카와촌이 합병하여 야마나시시가 되었다.
2005년 3월 22일에는 구 야마나시시, 히가시야마나시군 마키오카정, 미토미촌이 합병하여 현재의 야마나시시가 탄생하였다.

## 교통

### 철도
- 동일본 여객철도 주오 본선
  - 야마나시시역 - 히가시야마나시역

### 도로
- 주오 자동차도
- 국도 제140호선
- 국도 제411호선

## 인구
| 연도 | 인구   | ±%     |
| ---- | ------ | ------ |
| 1940 | 37,229 | —      |
| 1950 | 46,185 | +24.1% |
| 1960 | 43,434 | −6.0%  |
| 1970 | 38,748 | −10.8% |
| 1980 | 39,142 | +1.0%  |
| 1990 | 39,263 | +0.3%  |
| 2000 | 39,797 | +1.4%  |
| 2010 | 36,832 | −7.5%  |
| 2020 | 33,435 | −9.2%  |

|                                                | |
| 야마나시시의 전국의 연령별 인구 분포（2005년） | 야마나시시의 연령·남녀별 인구 분포（2005년）                                                                              |
| ■자주색 ― 야마나시시 ■녹색 ― 일본전국          | ■파랑색 ― 남자 ■빨간색 ― 여자                                                                                             |
| · 야마나시시（에 해당되는 지역）의 인구추이    | |
| 일본 총무성 통계국 국세조사 결과               | |
|                                                | 이 그래프는 더 이상 지원되지 않는 레거시 그래프 확장 기능을 사용하고 있습니다. 새로운 차트 확장 기능으로 변환해야 합니다. |